# Juche
 Der er for få eller ingen kildehenvisninger i denne artikel, hvilket er et problem. Du kan hjælpe ved at angive troværdige kilder til de påstande, som fremføres i artiklen.

Jucheideologien (koreansk: 주체사상, Chuch'e) er det nordkoreanske Koreas Arbejderpartis statsideologi stadfæstet i landets grundlov i 1977, da den erstattede marxismen. Direkte oversat betyder ordet selvstændighed.
Ideologien anses for ikke at være forbundet med marxismen-leninismen,[kilde mangler] måske mere med med stalinismen i kombination med de traditionelle konfusianske idéer og koreansk kultur.
Juche-ideologien bliver af tilhængerne betegnet som en del af marxismen-leninismen. Den blev i 1940'erne udviklet af det koreanske kommunistiske parti. Kernepunktet i ideologien er, at nationens interesser står over den internationale kommunistiske bevægelse, og at samfundet skal ledes af en arbejderfører. Mennesket er det vigtigste element, men det må være rede til betingelsesløs loyalitet.
I modsætning til den klassiske marxisme-leninisme, som stræber efter det klasseløse samfund, kræver Juche-ideologien kun "venskab mellem klasserne".
Under Den Kolde Krig forsøgte Nordkorea at indføre ideen til andre lande, blandt andre blev den rumænske leder Nicolae Ceauşescu inspireret.
Efter Sovjetunionens sammenbrud i 1991 trådte Juche-ideologien i fuld kraft.
Efter Kim Il-sungs død i 1994, men særlig siden 2003 har Juche ikke længere været den vigtigste ideologi for det nordkoreanske styre alene, men er suppleret af den politiske doktrin Songun, der betyder "militæret først". Det vil sige, at den koreanske folkehær ikke bare har sit eget politiske system i staten, men også at den har sin egen økonomi.
Der findes ingen juche-orienterede partier i Danmark, men Danmarks Kommunistiske Parti er kollektive medlemmer af Venskabsforeningen Danmark - Den Demokratiske Folkerepublik Korea der aktivt støtter regeringen i Nordkorea.
I Nordkorea er Juche blevet udgangspunkt for en ny tidsregning. Juche 1 er identisk med året da Kim Il-sung blev født, det vil sige 1912. 2010 er dermed Juche 99.

## Andre steder i verden
I Frankrig blev Juche-partiet i Frankrig (fr. Parti Juche de France) inspireret af Jucheideologien.